# Kushinagar
Kushinagar (ISO 15919 Kuśīnagar) è una suddivisione dell'India, classificata come nagar panchayat, di 17.982 abitanti, situata nel distretto di Kushinagar, nello stato federato dell'Uttar Pradesh. In base al numero di abitanti la città rientra nella classe IV (da 10.000 a 19.999 persone).

## Geografia fisica
La città è situata a 26° 44' 27 N e 83° 53' 19 E.

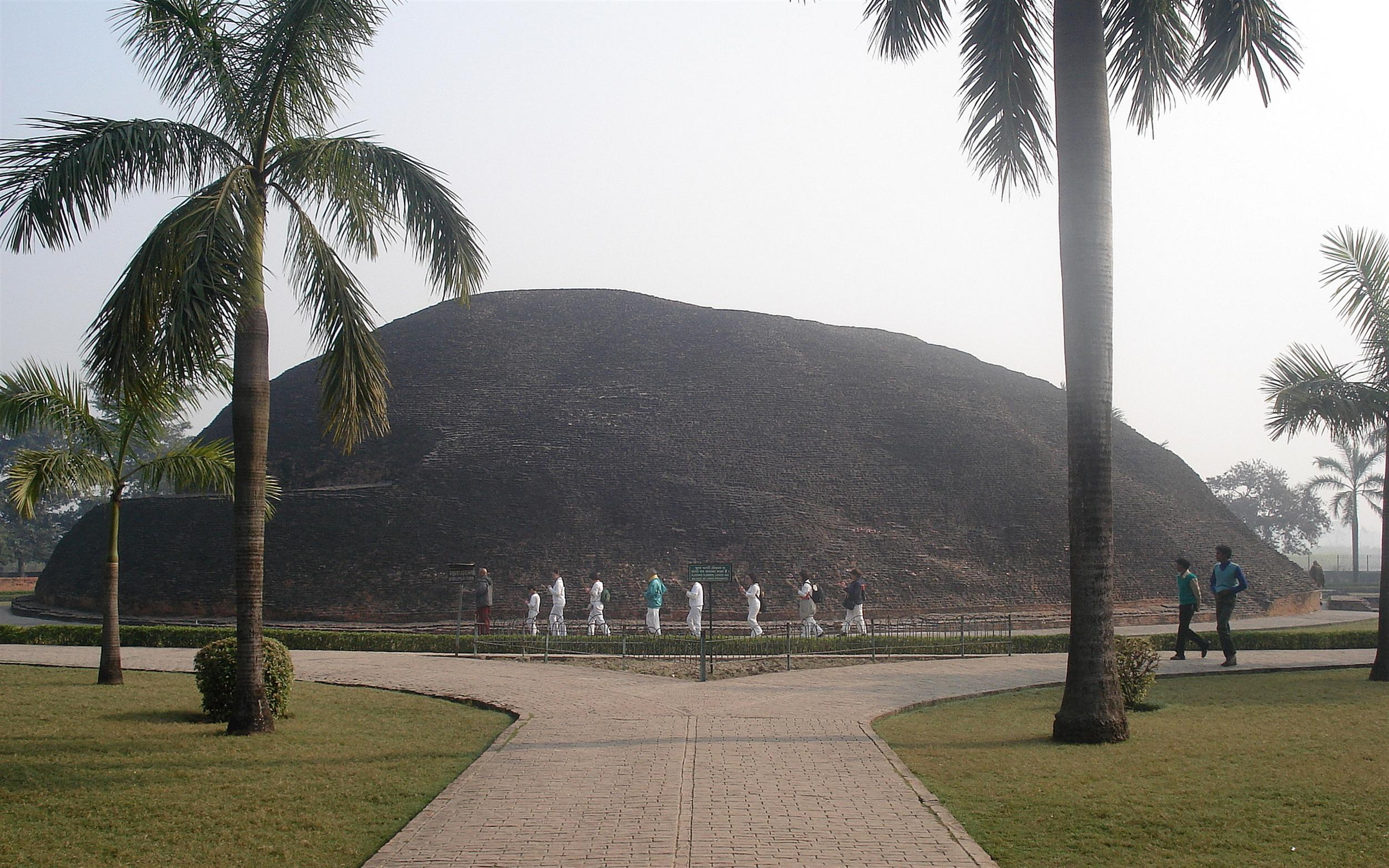
Stupa della Cremazione a Kuśīnagar

## Società

### Evoluzione demografica
Al censimento del 2001 la popolazione di Kushinagar assommava a 17.982 persone, delle quali 9.440 maschi e 8.542 femmine. I bambini di età inferiore o uguale ai sei anni assommavano a 2.739, dei quali 1.424 maschi e 1.315 femmine. Infine, coloro che erano in grado di saper almeno leggere e scrivere erano 11.208, dei quali 6.573 maschi e 4.635 femmine.

## Buddismo
È una delle quattro più importanti località di pellegrinaggio buddista essendo il punto dove nel 486 a.C., il Buddha Śākyamuni entrò nel Parinirvāṇa. Ivi sorge il Parinirvāṇacaitya, lo Stupa del Parinirvāṇa e, sul luogo della cremazione, il Muktabandhanacaitya, lo Stupa della Cremazione. Edificati dai Malla furono ingranditi da Aśoka. Solo nel 1862 Alexander Cunningham fu in grado di identificare storicamente questi stupa e la città con quella citata nei testi buddisti.

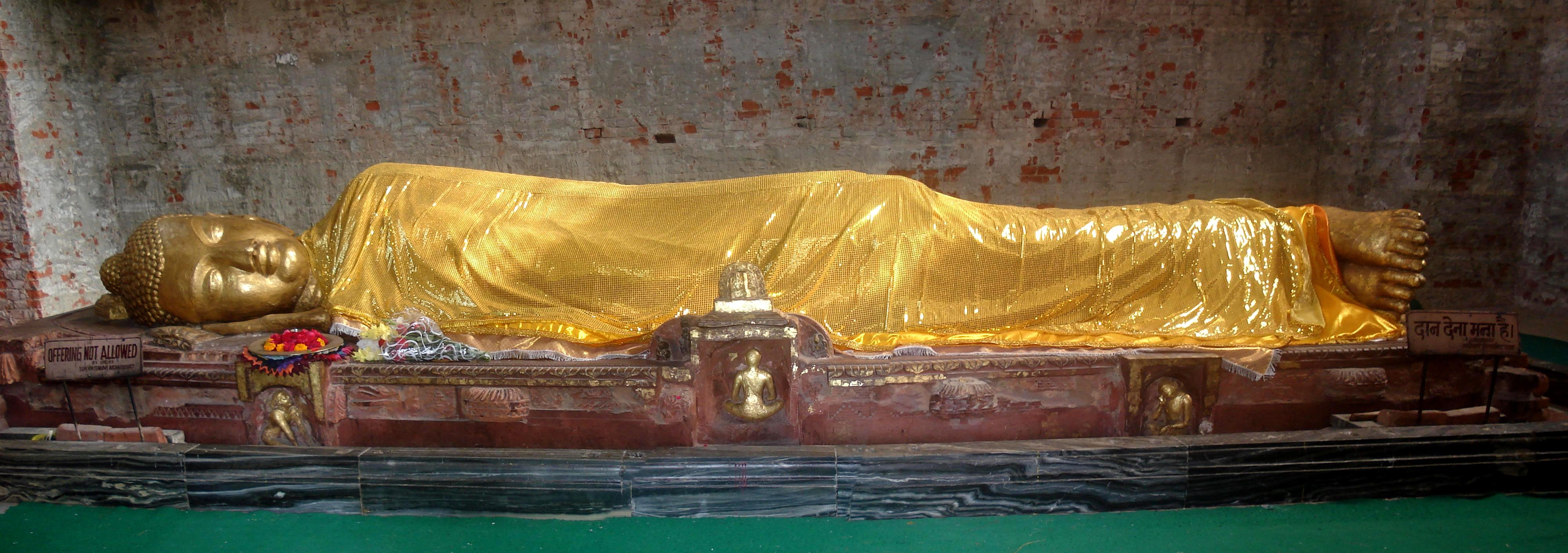
Statua del V secolo del Buddha Gautama che entra nel Parinirvāṇa conservata a Kuśīnagar